# Xã Marysland, Quận Swift, Minnesota
Xã Marysland (tiếng Anh: Marysland Township) là một xã thuộc quận Swift, tiểu bang Minnesota, Hoa Kỳ. Năm 2010, dân số của xã này là 96 người.